# Boulogne-Billancourt
Boulogne-Billancourt (noto in passato come Boulogne-sur-Seine) è un comune francese di 117 126 abitanti situato nel dipartimento dell'Hauts-de-Seine nella regione dell'Île-de-France.
Con una popolazione di oltre 117 000 abitanti, Boulogne-Billancourt è la città più popolata del dipartimento e dell'intera Île-de-France dopo Parigi.
Importante polo economico, è sede di migliaia di aziende ed è il secondo centro regionale per attività affaristica.
Pur ospitando una delle popolazioni più agiate dell'Île-de-France, l'abitato presenta una marcata eterogeneità abitativa, che va dagli eleganti hotels particuliers, nel nord, ai più moderni alloggi popolari costruiti nell'antica zona industriale di Billancourt, a sud.
All'inizio fu una zona prevalentemente agricola dedita alla pastorizia. La trasformazione  iniziò con il progetto dell'architetto Henri Duponchel (1794-1868) che ebbe l'intuito di disegnare una grande piazza denominata poi place Jules Guesde (nella zona dove si sarebbe insediata la Renault) con vicine le vie alberate rue de Meudon, rue Nationale, rue Yves Kermen e rue di Point di Jour creando anche un viale di tigli collegato a una fattoria sulla Senna.
Culturalmente, l'età d'oro di Boulogne-Billancourt fu senza dubbio il periodo interbellico, precisamente negli anni trenta, nei quali possedette uno dei patrimoni architettonici più importanti di Francia. Durante la prima metà del XX secolo diventerà anche la città del cinema, dei motori aeronautici e sede di grandi impianti produttivi della casa automobilistica Renault, questi ultimi chiusi nel 1992 e quasi completamente demoliti dal 2000, oggetto di numerosi dibattiti e progetti di riqualificazione.

## Geografia fisica

### Localizzazione
Boulogne-Billancourt è una città a sud-ovest di Parigi. È limitata a sud e a ovest da un'ansa della Senna, a est dal 16º arrondissement parigino e a nord dal bosco di Boulogne (sempre parte della capitale). La sua posizione sull'antica strada est-ovest per Versailles, sulla riva destra del fiume, tra il palazzo reale del Louvre e la corte è stata all'origine della sua espansione. Il suo sviluppo è dovuto alla posizione sul fiume, alla prossimità del quartiere della Défense e l'impianto di varie aziende nel suo quartiere del Point du jour mantiene il suo dinamismo economico.
A sud-ovest di Boulogne si trova l'isola di Seguin, ex-impianto produttivo (Renault) e simbolo del suo passato industriale. La città conta 33,44 ettari di spazi verdi, circa la metà dei quali concentrati nel parco Edmond-de-Rothschild, situato a nord-ovest (quartiere Menus - Jean-Baptiste-Clément).

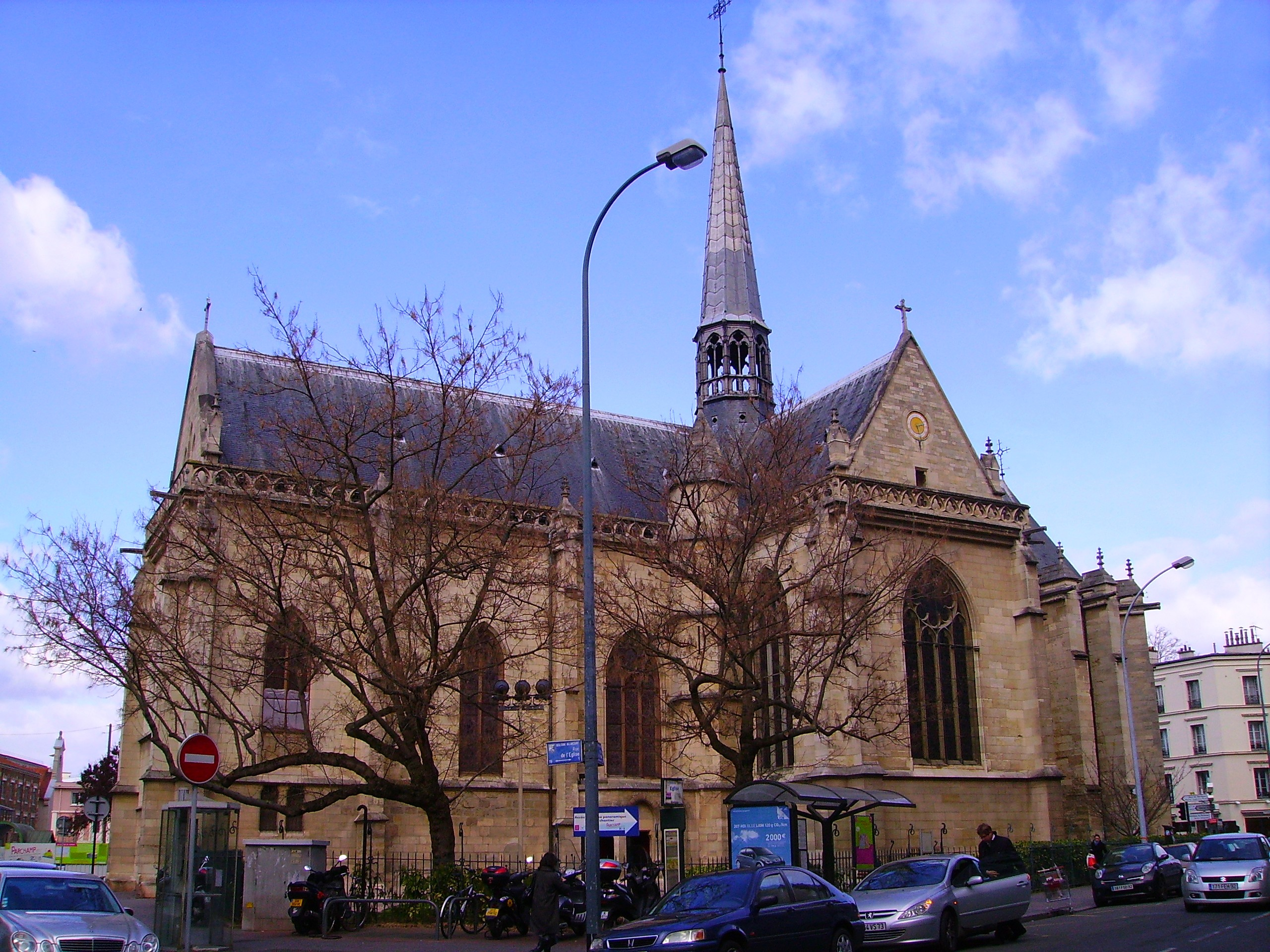
Notre-Dame de Boulogne

### Geologia e rilievi
Boulogne-Billancourt sorge in una piana circondata dalla Senna, ultimo spazio disponibile per una densa urbanizzazione a ovest di Parigi prima delle colline della riva occidentale del fiume: il contrasto tra il tessuto urbano della città e le zone verdi interne (e quelle che la circondano) è sorprendente.
Il suolo è composto di ghiaie e sabbie alluvionali, ed è perciò inadatto alla coltivazione. La sua particolare conformazione ha esposto la zona, specie in passato, alle piene della Senna, come quella del 1901.

### Clima
Al pari di Parigi e dei dipartimenti della piccola corona, il clima di Boulogne-Billancourt è a metà strada tra il clima oceanico e il clima continentale. L'inverno alterna periodi miti a periodi o piovosi a periodi invece più rigidi e nevosi (con minime anche di −10º), a seconda delle influenze dei venti atlantici o polari. Parimenti l'estate presenta giornate piuttosto calde e altre assai fresche, ventose e piovose (con temperature minime sui +10º).
| Mese                              | Gen  | Feb  | Mar  | Apr  | Mag  | Giu  | Lug  | Ago  | Set  | Ott  | Nov  | Dic | Anno |
| --------------------------------- | ---- | ---- | ---- | ---- | ---- | ---- | ---- | ---- | ---- | ---- | ---- | --- | ---- |
| Temperature minime mensili (°C)   | 2,0  | 2,6  | 4,5  | 6,7  | 10,1 | 13,2 | 15,2 | 14,8 | 12,6 | 9,4  | 5,2  | 2,9 | 8,3  |
| Temperature mensili medie (°C)    | 4,2  | 5,3  | 7,8  | 10,6 | 14,3 | 17,4 | 19,6 | 19,2 | 16,7 | 12,7 | 7,7  | 5,0 | 11,7 |
| Temperature massime mensili (°C)  | 6,3  | 7,9  | 11,0 | 14,5 | 18,4 | 21,6 | 23,9 | 23,6 | 20,8 | 16,0 | 10,1 | 7,0 | 15,1 |
| Precipitazioni medie mensili (mm) | 55,0 | 45,4 | 52,2 | 49,5 | 62,0 | 53,2 | 58,3 | 46,0 | 52,9 | 54,9 | 57,0 |     |      |

## Società

### Evoluzione demografica
Abitanti censiti

## Amministrazione

### Cantoni
Fino al 2014 il territorio comunale di Boulogne-Billancourt era ripartito in 3 cantoni:
- Cantone di Boulogne-Billancourt-Nord-Est
- Cantone di Boulogne-Billancourt-Nord-Ovest
- Cantone di Boulogne-Billancourt-Sud

A seguito della riforma approvata con decreto del 26 febbraio 2014, che ha avuto attuazione dopo le elezioni dipartimentali del 2015, il territorio comunale di Boulogne-Billancourt è stato ripartito in due cantoni:
- Cantone di Boulogne-Billancourt-1: comprende parte della città di Boulogne-Billancourt
- Cantone di Boulogne-Billancourt-2: comprende parte della città di Boulogne-Billancourt e il comune di Sèvres.

### Ospedale
- Hôpital Ambroise-Paré

## Cultura

### Musei
- Musée Albert-Kahn
- Musée des Années Trente, comprende anche il museo Paul Landowski

## Infrastruttura e trasporti
La città è servita dalle linee 9 e 10 della metropolitana parigina, nonché da numerose linee di autobus verso Parigi e verso gli altri comuni limitrofi.
Boulogne è stata la seconda città dopo Parigi a dotarsi, nel 2009, del sistema di condivisione di biciclette Vélib', con 21 stazioni (capaci di accogliere 650 biciclette) sparse sul territorio comunale.

## Educazione
- École supérieure des sciences commerciales d'Angers

## Amministrazione

### Gemellaggi
- Neukölln, dal 1955
- Anderlecht, dal 1955
- Hammersmith, dal 1955
- Zaandam, dal 1955
- Marino, dal 1968
- Pancevo, dal 1968
- Susa, dal 1993
- Irving, dal 1993
- Raanana, dal 1996
- Guang'an, dal 2007